# Zálesí (Severní Amerika)
Zálesí (anglicky Backwoods) je zeměpisné označení původně hustých pralesů obydlených jen Indiány nacházejících se mezi Atlantským oceánem přes Alleghenské pohoří dále na západ (po konec v daném čase na západě už i bělochy osídlených oblastí), později označení už jen nejvzdálenějších bělochy normálně neobydlených oblasti USA. Bělošští obyvatelé Zálesí, zpravidla těžko žijící rolníci, se nazývají zálesáci (backwoodsmen) nebo pionýři pioneers či squatteři squatters. Pojem zálesáci se vyskytuje například v dílech Coopera a Karla Maye.